# Tongatapu 10
Tongatapu 10 es un distrito electoral para la Asamblea Legislativa de Tonga. Se estableció para las elecciones generales de noviembre de 2010, cuando los distritos electorales regionales multi-escaños para Representantes Populares fueron reemplazados por distritos electorales de un solo asiento, eligiendo a un representante. Ubicado en la isla principal del país, Tongatapu, abarca las aldeas de Lapaha, Talasiu, Hoi, Nukuleka, Makaunga, Talafo'ou, Navutoka, Manuka, Kolonga, Afa, Niutoua y ‘Eueiki.
Su primer representante fue Semisi Tapueluelu, legislador por primera vez, que representa al Partido Democrático de las Islas Amigas.

## Miembro del Parlamento
| Año de Elección | Miembro                     | Partido                                 |
| --------------- | --------------------------- | --------------------------------------- |
| 2010            | Semisi Tapueluelu           | Partido Democrático de las Islas Amigas |
| 2014            | Pohiva Tu'i'onetoa          | Independiente                           |
| 2017            | Pohiva Tu'i'onetoa          | Independiente                           |
| 2021            | Pohiva Tu'i'onetoa          | Partido Popular                         |
| 2023            | Kapelieli Militoni Lanumata |                                         |